# 畑中平之丞
畑中 平之丞（はたなか へいのじょう、天保14年〈1843年〉 - 昭和5年〈1930年〉5月）は、日本の石材商。北木島において北木石の石材業の基盤を作ったことで知られる。畑中 平之烝とも。

## 経歴

### 北木島における採石業
笠岡諸島の北木島は北木石で知られる離島であり、豊臣秀吉による大坂城築城の際には盛んに切り出された。しかし、江戸時代には北木島の採石業が不振となり、幕末には有志が小規模な採石を試みていた程度だった。

### 石材業への功績

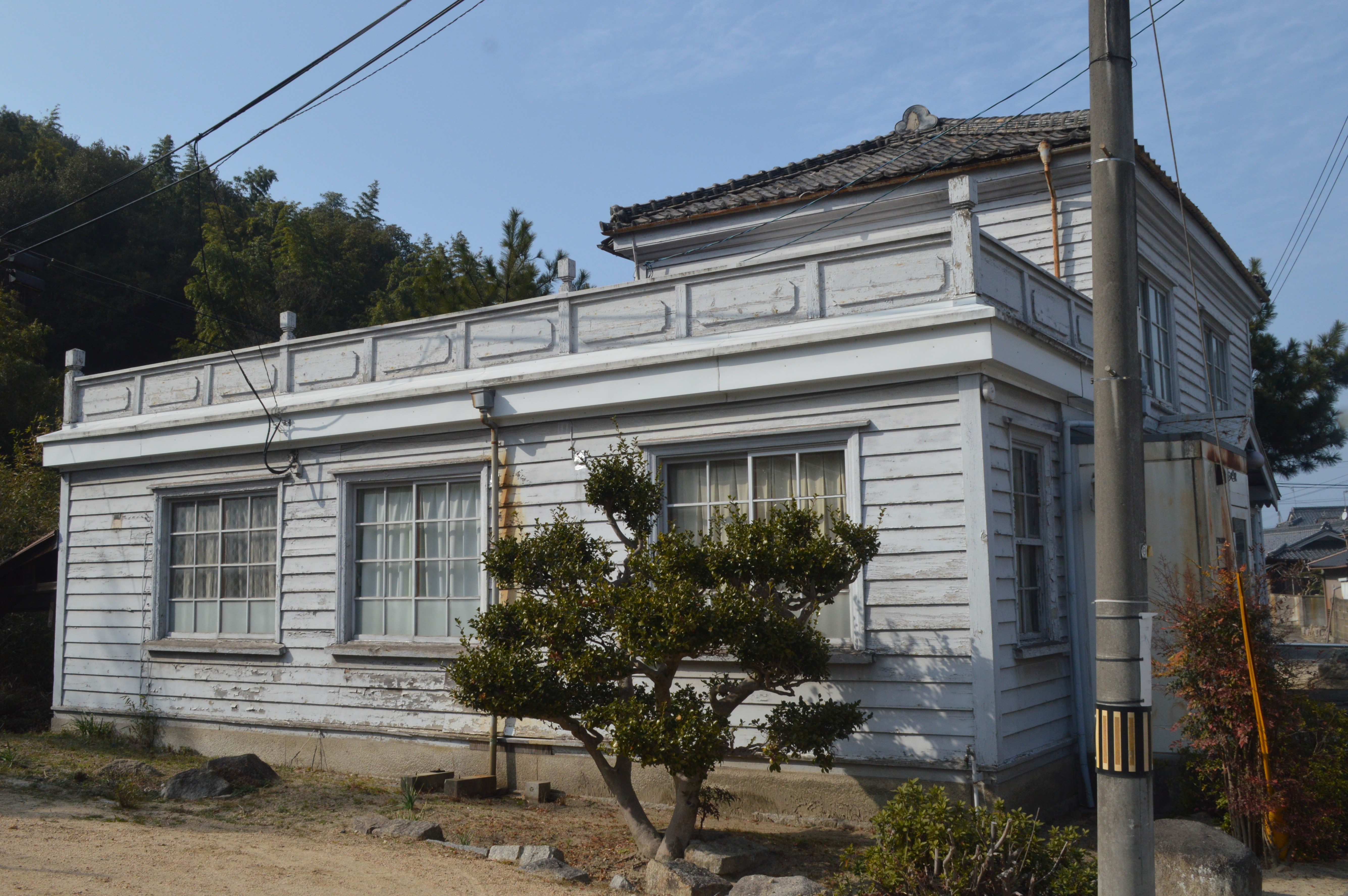
畑中が局長を務めた旧北木島郵便局

天保14年（1843年）、畑中平之丞は北木島北岸の豊浦に生まれた。『笠岡市史』などは伊予国出身としている。

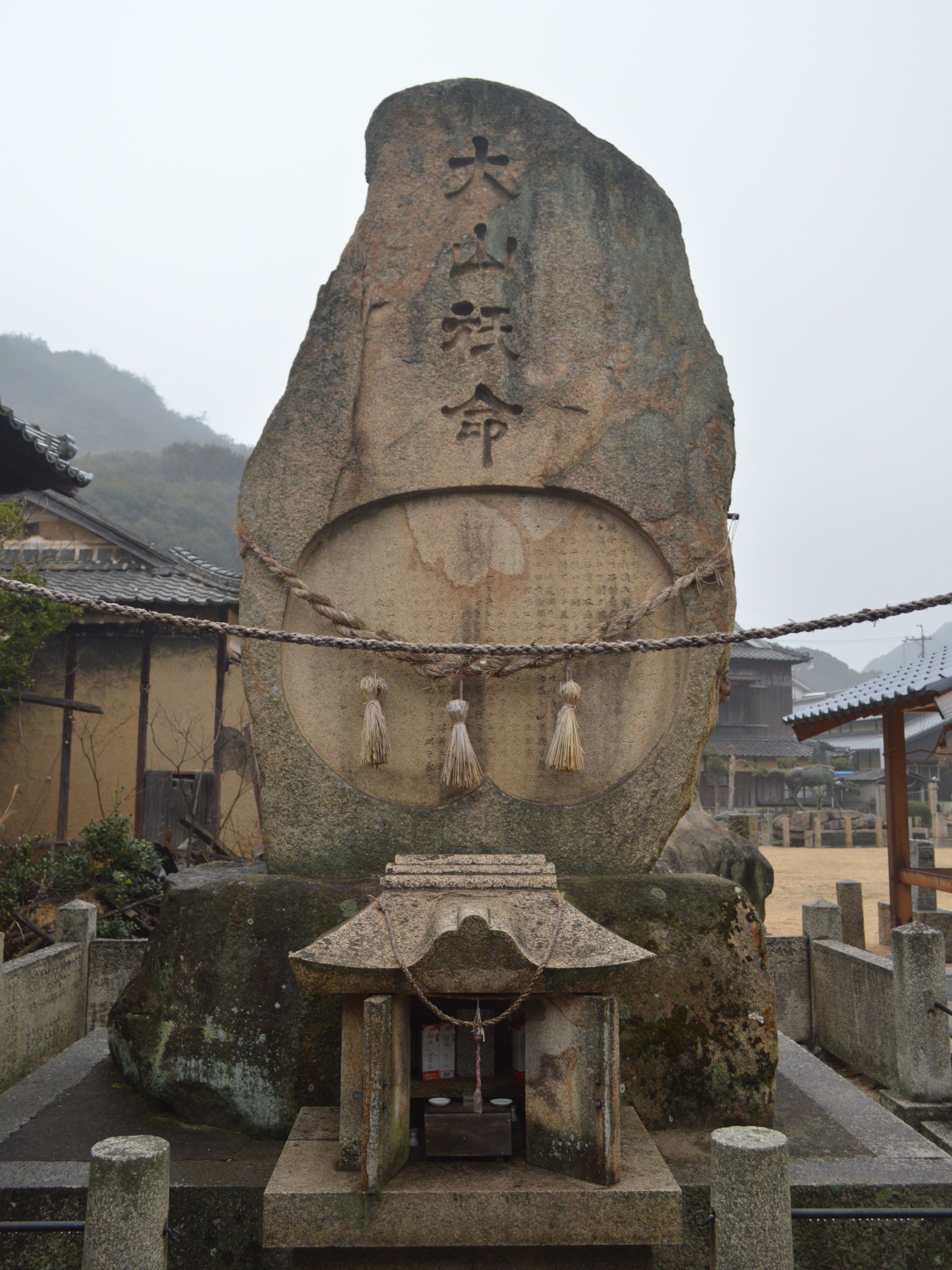
畑中が寄進した諏訪神社の石碑「大山祇命」

1872年（明治5年）1月、畑中は北木島における石材業の可能性に着目した。伊予国から石工を招き、第三者の持山を賃借りして採石を行った。帆船に北木石を積んで京阪神に向かい、神社や寺院に販売した。やがて販路を東京にも拡大させ、1885年（明治18年）には東京・日本橋の日本銀行本店本館に北木石が用いられた。そのころから北木石の需要が増加し、明治20年代になると本格的な採石が行われるようになった。
1895年（明治28年）12月27日、26人の石材業者で北木島石丁場組合が結成された。1898年（明治31年）に畑中は約56円を納税しており、北木島村における最高納税者だった。1898年（明治31年）には北木島に北木島郵便局を設立し、自身は初代局長に就任した。1908年（明治41年）1月、大浦集落の諏訪神社の境内に石碑「大山祇命」を建てた。高さ3.6メートルの自然石を用いており、碑文として北木島の石材業の沿革を記している。
1930年（昭和5年）5月に死去した。

### 死後の顕彰
死去から約半世紀後の1979年（昭和54年）5月1日、畑中平之丞翁顕彰会によって石碑「畑中平之丞之像」が建立された。なお、同年には北木石材商工業組合が設立されている。